# Bedopassa Buassat
Bedopassa Buassat (nascido em 20 de setembro de 1992) é um atleta guineense de luta livre olímpica. Ele competiu na categoria até 97 quilos nos Jogos Olímpicos de Verão de 2016, em que ele foi eliminado na fase de 32 por Magomed Ibragimov, do Uzbequistão.